# Deinypena lacista
Deinypena lacista är en fjärilsart som beskrevs av Holland 1894. Deinypena lacista ingår i släktet Deinypena och familjen nattflyn. Inga underarter finns listade i Catalogue of Life.